# Hokej na lodzie na Zimowych Igrzyskach Olimpijskich 2014 – turniej mężczyzn
Turniej olimpijski w hokeju na lodzie mężczyzn podczas XXII Zimowych Igrzysk Olimpijskich w Soczi – 22. edycja turnieju w historii, odbyła się w dniach od 12 do 23 lutego 2014 roku. Do rywalizacji przystąpiło 12 drużyn, podzielonych na trzy grupy. Turniej obejmował trzydzieści spotkań: 18 w fazie grupowej, 4 w rundzie kwalifikacyjnej, cztery ćwierćfinały, dwa półfinały oraz po jednym meczu o brązowy oraz złoty medal. W każdej z nich zmagania toczyły się systemem kołowym (tj. każdy z każdym, po jednym meczu). Po zakończeniu tego poziomu rozgrywek rozpocznie się decydująca faza pucharowa. W pierwszej rundzie zagrało osiem najgorszych zespołów fazy grupowej, systemem: 5-12, 6-11, 7-10, 8-9. Zwycięzcy tych par awansowali do ćwierćfinałów, w których już wcześniej znaleźli się najlepsze cztery zespoły fazy grupowej. Do finału awansowały dwie drużyny, które zwyciężyły w spotkaniach półfinałowych.
Mecze rozgrywane były w dwóch halach: Arena lodowa Szajba oraz w Pałac lodowy Bolszoj. Na turnieju zadebiutowała drużyna Słowenii, zaś Austria zagrała w turnieju olimpijskim pierwszy raz od 2002 roku.
Obrońcami złotych medali byli Kanadyjczycy, którzy w Vancouver pokonali Amerykanów 3:2 po dogrywce (0:1, 1:1, 1:0, 0:1), podczas turnieju w Soczi obronili tytuł mistrzów olimpijskich pokonując w finale Szwedów 3:0 (1:0, 1:0, 1:0)

## Kwalifikacje
W tym turnieju liczba zespołów w porównaniu do poprzednich igrzysk nie zmieniła się. Również format kwalifikacji nie zmienił się. Dziewięć pierwszych drużyn z rankingu IIHF z roku 2012 miało zapewniony bezpośredni awans na turniej olimpijski, zaś kolejne trzy drużyny zostały wyłoniony w trzy stopniowych kwalifikacjach. Łącznie dziewiętnaście zespołów przystąpiło do rywalizacji o awans, rozegrały one 42 spotkania w siedmiu turniejach. Ostatecznie skład uczestników uzupełniły reprezentacje Austrii, Łotwy oraz Słowenii.

## Uczestnicy
| Drużyna           | Sposób kwalifikacji    | Data kwalifikacji | Liczba występów | Najlepszy wynik                                              |
| ----------------- | ---------------------- | ----------------- | --------------- | ------------------------------------------------------------ |
| Rosja             | Gospodarz              | 4 lipca 2007      | 5               | Srebrny medal (1998)                                         |
| Kanada            | Ranking IIHF           | 20 maja 2012      | 20              | Złoty medal (1920, 1924, 1928, 1932, 1948, 1952, 2002, 2010) |
| Czechy            | Ranking IIHF           | 20 maja 2012      | 5               | Złoty medal (1998)                                           |
| Finlandia         | Ranking IIHF           | 20 maja 2012      | 15              | Srebrny medal (1988, 2006)                                   |
| Norwegia          | Ranking IIHF           | 20 maja 2012      | 10              | 8. miejsce (1972)                                            |
| Słowacja          | Ranking IIHF           | 20 maja 2012      | 5               | 4. miejsce (2010)                                            |
| Szwecja           | Ranking IIHF           | 20 maja 2012      | 20              | Złoty medal (1994, 2006)                                     |
| Szwajcaria        | Ranking IIHF           | 20 maja 2012      | 15              | Brązowy medal (1994, 2006)                                   |
| Stany Zjednoczone | Ranking IIHF           | 20 maja 2012      | 21              | Złoty medal (1960, 1980)                                     |
| Austria           | Turniej kwalifikacyjny | 10 lutego 2013    | 13              | 5. miejsce (1928)                                            |
| Łotwa             | Turniej kwalifikacyjny | 10 lutego 2013    | 4               | 9. miejsce (1936, 2002)                                      |
| Słowenia          | Turniej kwalifikacyjny | 10 lutego 2013    | –               | debiut                                                       |

## Sędziowie i urzędnicy
W sierpniu 2013 odbył się obóz przygotowawczy dla arbitrów przewidzianych pierwotnie do udziału na igrzyskach 2014. Lista nominowanych sędziów do turnieju została podana w październiku 2013 (wraz z angażami dla wszystkich turniejów międzynarodowych IIHF w sezonie 2013/2014) i potwierdzona 2 grudnia 2013.
Sędziowie główni
Lars Brueggemann, Daniel Piechaczek (Niemcy), Dave Jackson, Mike Leggo, Brad Meier, Tim Peel, Kevin Pollock, Kelly Sutherland, Ian Walsh (wszyscy z NHL), Antonín Jeřábek, Vladimír Šindler (Czechy), Konstantin Olenin (Rosja), Jyri Ronn (Finlandia), Marcus Vinnerborg (Szwecja).
Sędziowie liniowi
Derek Amel, Lonnie Cameron, Greg Devorski, Brad Kovachik, Andy McElman, Mark Wheler (NHL), Chris Carlson, Jesse Wilmot (Kanada), Iwan Dziadziula (Białoruś), Tommy George, Christopher Woodworth (USA), Andre Schrader (Niemcy), Sakari Suominen (Finlandia), Miroslav Valach (Czechy).
Ponadto władze IIHF powołały komisję dyscyplinarną na czas turnieju, w skład której weszli Franz Reindl (szef, delegowany z IIHF), Walerij Kamienski (IIHF), Stephane Quintal i Kay Whitmore (NHL); komisję nadzorującą pracę sędziów w składzie Terry Gregson, Pavel Halas, Konstantin Komisarow, Aleksandr Polakow i Rob Schick; delegatów technicznych, którymi zostali Dave Fitzpatrick i Christian Hofstetter.

## Składy reprezentacji
Narodowe federacje hokejowe 12 państw uczestniczących ogłosiły składy nominowanych zawodników w dniach 6–7 stycznia 2014. Od tego czasu do rozpoczęcia turnieju na ZIO następowały zmiany w awizowanych składach z uwagi na kontuzję zawodników pierwotnie powołanych. W kilku przypadkach kontuzje wykluczyły udział zawodników już w trakcie turnieju (ich nazwiska oznaczono poniżej kursywą). Zgodnie z regulaminem zwolnione przez nich miejsce w składach nie mogło zostać obsadzone przez następców.
Po raz piąty w historii w turnieju olimpijskim wzięli udział zawodnicy klubów z ligi NHL. W związku z tym od 9 do 26 lutego nastąpiła przerwa w rozgrywkach sezonu 2013/2014. Ponadto na czas igrzysk nastąpiła także pauza w sezonie 2013/2014 rosyjskich rozgrywek KHL (od 30 stycznia do 26 lutego).
Podczas ceremonii otwarcia ZIO 2014 trzech hokeistów było chorążymi swoich ekip narodowych.
W każdej zgłoszonej ekipie znalazło się 25 zawodników, w tym 3 bramkarzy, 8 obrońców i 14 napastników.
- Austria – Bramkarze: Mathias Lange, Bernhard Starkbaum, René Swette; Obrońcy: Mario Altmann, Florian Iberer, André Lakos, Robert Lukas, Thomas Pöck, Matthias Trattnig, Stefan Ulmer, Gerhard Unterluggauer; Napastnicy: Michael Grabner, Raphael Herburger, Thomas Hundertpfund, Matthias Iberer, Thomas Koch, Manuel Latusa, Brian Lebler, Andreas Nödl, Daniel Oberkofler, Michael Raffl, Thomas Raffl, Oliver Setzinger, Thomas Vanek (k), Daniel Welser; Trener: Emanuel Viveiros[24][25][26].
- Czechy – Bramkarze: Jakub Kovář, Ondřej Pavelec, Alexander Salák; Obrońcy: Michal Barinka, Radko Gudas, Tomáš Kaberle, Zbyněk Michálek, Lukáš Krajíček, Michal Rozsíval, Ladislav Šmíd, Marek Židlický; Napastnicy: Roman Červenka, Patrik Eliáš, Martin Erat, Michael Frolík, Martin Hanzal, Aleš Hemský, Jaromír Jágr, David Krejčí, Milan Michálek, Petr Nedvěd, Jiří Novotný, Ondřej Palát, Tomáš Plekanec (k), Jakub Voráček; Trener: Alois Hadamczik[27][25][28].
- Finlandia – Bramkarze: Kari Lehtonen, Antti Niemi, Tuukka Rask; Obrońcy: Lasse Kukkonen, Juuso Hietanen, Sami Lepistö, Olli Määttä, Sami Salo, Kimmo Timonen, Ossi Väänänen, Sami Vatanen; Napastnicy: Juhamatti Aaltonen, Aleksandr Barkov, Mikael Granlund, Jarkko Immonen, Jussi Jokinen, Olli Jokinen, Leo Komarov, Petri Kontiola, Lauri Korpikoski, Jori Lehterä, Antti Pihlström, Sakari Salminen, Tuomo Ruutu, Teemu Selänne (k); Trener: Erkka Westerlund[29][25][30].
- Kanada – Bramkarze: Roberto Luongo, Carey Price, Mike Smith; Obrońcy: Jay Bouwmeester, Drew Doughty, Dan Hamhuis, Duncan Keith, Alex Pietrangelo, P.K. Subban, Marc-Édouard Vlasic, Shea Weber; Napastnicy: Jamie Benn, Patrice Bergeron, Jeff Carter, Sidney Crosby (k), Matt Duchene, Ryan Getzlaf, Chris Kunitz, Patrick Marleau, Rick Nash, Corey Perry, Patrick Sharp, Martin St. Louis, John Tavares, Jonathan Toews; Trener: Mike Babcock[31][25][32].
- Łotwa – Bramkarze: Kristers Gudļevskis, Ervīns Muštukovs, Edgars Masaļskis; Obrońcy: Oskars Bārtulis, Ralfs Freibergs, Artūrs Kulda, Sandis Ozoliņš (k), Georgijs Pujacs, Krišjānis Rēdlihs, Arvīds Reķis, Kristaps Sotnieks; Napastnicy: Armands Bērziņš, Mārtiņš Cipulis, Lauris Dārziņš, Kaspars Daugaviņš, Zemgus Girgensons, Miks Indrašis, Koba Jass, Mārtiņš Karsums, Ronalds Ķēniņš, Vitālijs Pavlovs, Miķelis Rēdlihs, Jānis Sprukts, Juris Štāls, Herberts Vasiļjevs; Trener: Ted Nolan[33][25][34].
- Norwegia – Bramkarze: Lars Haugen, Steffen Søberg, Lars Volden, Obrońcy: Alexander Bonsaksen, Jonas Holøs, Henrik Ødegaard, Henrik Solberg, Daniel Sørvik, Ole-Kristian Tollefsen (k), Mats Trygg, Napastnicy: Morten Ask, Anders Bastiansen, Robin Dahlstrøm, Kristian Forsberg, Mads Hansen, Fredrik Lystad Jacobsen, Sondre Olden, Ken André Olimb, Mathis Olimb, Mats Rosseli Olsen, Niklas Roest, Martin Røymark, Per-Åge Skrøder, Patrick Thoresen, Mats Zuccarello Aasen, Trener: Roy Johansen[35][25][36].
- Rosja – Bramkarze: Siergiej Bobrowski, Aleksandr Jeriomienko, Siemion Warłamow; Obrońcy: Anton Biełow, Aleksiej Jemielin, Andriej Markow, Jewgienij Miedwiediew, Nikita Nikitin, Ilja Nikulin, Fiodor Tiutin, Wiaczesław Wojnow; Napastnicy: Artiom Anisimow, Pawieł Daciuk (k), Ilja Kowalczuk, Nikołaj Kulomin, Jewgienij Małkin, Walerij Niczuszkin, Aleksandr Owieczkin, Aleksandr Popow, Aleksandr Radułow, Aleksandr Siomin, Aleksandr Switow, Władimir Tarasienko, Aleksiej Tierieszczenko, Wiktor Tichonow; Trener: Zinetuła Bilaletdinow[37][25][38].
- Słowacja – Bramkarze: Peter Budaj, Jaroslav Halák, Ján Laco; Obrońcy: Ivan Baranka, Zdeno Chára (k), Milan Jurčina, Martin Marinčin, Andrej Meszároš, Andrej Sekera, Tomáš Starosta, René Vydarený; Napastnicy: Milan Bartovič, Michal Handzuš, Marcel Hossa, Marián Hossa, Tomáš Jurčo, Tomáš Kopecký, Tomáš Marcinko, Michel Miklík, Peter Ölvecký, Richard Pánik, Branko Radivojevič, Tomáš Surový, Tomáš Tatar, Tomáš Záborský; Trener: Vladimír Vůjtek[39][40][25][41].
- Słowenia – Bramkarze: Luka Gračnar, Andrej Hočevar, Robert Kristan; Obrońcy: Blaž Gregorc, Sabahudin Kovačevič, Aleš Kranjc, Žiga Pavlin, Matic Podlipnik, Klemen Pretnar, Mitja Robar, Andrej Tavželj; Napastnicy: Boštjan Goličič, Žiga Jeglič, Anže Kopitar, Anže Kuralt, Jan Muršak, Aleš Mušič, Žiga Pance, Tomaž Razingar (k), David Rodman, Marcel Rodman, Robert Sabolič, Rok Tičar, Jan Urbas, Miha Verlič; Trener: Matjaž Kopitar[42][25][43].
- Stany Zjednoczone – Bramkarze: Jimmy Howard, Ryan Miller, Jonathan Quick; Obrońcy: John Carlson, Justin Faulk, Cam Fowler, Paul Martin, Ryan McDonagh, Brooks Orpik, Kevin Shattenkirk, Ryan Suter; Napastnicy: David Backes, Dustin Brown, Ryan Callahan, Patrick Kane, Ryan Kesler, Phil Kessel, T.J. Oshie, Max Pacioretty, Zach Parise (k), Joe Pavelski, Paul Stastny, Derek Stepan, James van Riemsdyk, Blake Wheeler; Trener: Dan Bylsma[44][45][25][46].
- Szwajcaria – Bramkarze: Reto Berra, Jonas Hiller, Tobias Stephan; Obrońcy: Severin Blindenbacher, Raphael Diaz, Patrick von Gunten, Roman Josi, Mathias Seger (k), Mark Streit, Julien Vauclair, Yannick Weber; Napastnicy: Andres Ambühl, Matthias Bieber, Simon Bodenmann, Damien Brunner, Luca Cunti, Ryan Gardner, Denis Hollenstein, Simon Moser, Nino Niederreiter, Martin Plüss, Kevin Romy, Reto Suri, Morris Trachsler, Roman Wick; Trener: Sean Simpson[47][48][25][49].
- Szwecja – Bramkarze: Jhonas Enroth, Jonas Gustavsson, Henrik Lundqvist; Obrońcy: Alexander Edler, Oliver Ekman Larsson, Jonathan Ericsson, Niklas Hjalmarsson, Erik Karlsson, Niklas Kronwall (k), Johnny Oduya, Henrik Tallinder; Napastnicy: Daniel Alfredsson, Nicklas Bäckström, Patrik Berglund, Jimmie Ericsson, Loui Eriksson, Carl Hagelin, Marcus Johansson, Marcus Krüger, Gabriel Landeskog, Gustav Nyquist, Daniel Sedin, Jakob Silfverberg, Alexander Steen, Henrik Zetterberg; Trener: Pär Mårts[50][25][51].

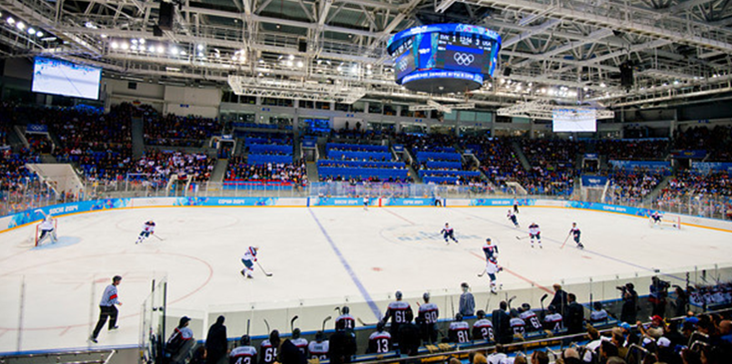
Arena lodowa Szajba podczas meczu Słowacja – USA (1:7) 13 lutego 2014

## Faza grupowa
Czas rozpoczęcia spotkań (strefa środkowoeuropejska).
     Awans do ćwierćfinału z pierwszego miejsca w grupie.
     Awans do ćwierćfinału z drugiego miejsca w grupie.
     Awans do rundy kwalifikacyjnej.

### Grupa A
Wyniki
| 13 lutego 2014 | Rosja | 5:2 | Słowenia | Pałac lodowy Bolszoj, Soczi |

| Szczegóły      | Szczegóły | Szczegóły       | Szczegóły                                 | Szczegóły                                                                     |
| -------------- | --- | --------------- | ----------------------------------------- | ----------------------------------------------------------------------------- |
| Godzina: 13:30 | A. Owieczkin (EQ) 01:17 J. Małkin (EQ) 03:54 I. Kowalczuk (PP) 37:48 W. Niczuszkin (EQ) 43:59 A. Biełow (EQ) 47:53 | (2:0, 1:2, 2:0) | 21:43 (EQ) Ž. Jeglič 38:52 (EQ) Ž. Jeglič | Widzów: 11653 Sędzia główny: Dave Jackson Sędziowie liniowi: Vladimír Šindler |
| Godzina: 13:30 | 6 min. kar |                 | 6 min. kar                                | Widzów: 11653 Sędzia główny: Dave Jackson Sędziowie liniowi: Vladimír Šindler |

| 13 lutego 2014 | Słowacja | 1:7 | Stany Zjednoczone | Arena lodowa Szajba, Soczi |

| Szczegóły      | Szczegóły           | Szczegóły       | Szczegóły | Szczegóły                                                                    |
| -------------- | ------------------- | --------------- | --- | ---------------------------------------------------------------------------- |
| Godzina: 13:30 | T. Tatar (EQ) 20:24 | (0:1, 1:6, 0:0) | 14:27 (EQ) J. Carlson 21:26 (EQ) R. Kesler 22:32 (EQ) P. Stastny 28:16 (EQ) D. Backes 33:30 (EQ) P. Stastny 34:20 (EQ) P. Kessel 35:17 (EQ) D. Brown | Widzów: 4119 Sędzia główny: Antonín Jeřábek Sędziowie liniowi: Kevin Pollock |
| Godzina: 13:30 | 4 min. kar          |                 | 2 min. kar | Widzów: 4119 Sędzia główny: Antonín Jeřábek Sędziowie liniowi: Kevin Pollock |

| 15 lutego 2014 | Słowacja | 1:3 | Słowenia | Pałac lodowy Bolszoj, Soczi |

| Szczegóły     | Szczegóły           | Szczegóły       | Szczegóły                                                        | Szczegóły                                                                 |
| ------------- | ------------------- | --------------- | ---------------------------------------------------------------- | ------------------------------------------------------------------------- |
| Godzina: 9:00 | T. Jurčo (EQ) 59:42 | (0:0, 0:0, 1:3) | 43:23 (EQ) R. Tičar 48:59 (EQ) T. Razingar 49:22 (EQ) A. Kopitar | Widzów: 7438 Sędzia główny: Konstantin Olenin Sędziowie liniowi: Tim Peel |
| Godzina: 9:00 | 8 min. kar          |                 | 10 min. kar                                                      | Widzów: 7438 Sędzia główny: Konstantin Olenin Sędziowie liniowi: Tim Peel |

| 15 lutego 2014 | Stany Zjednoczone | 3:2 pk. | Rosja | Pałac lodowy Bolszoj, Soczi |

| Szczegóły      | Szczegóły                                                         | Szczegóły                 | Szczegóły                                 | Szczegóły                                                                    |
| -------------- | ----------------------------------------------------------------- | ------------------------- | ----------------------------------------- | ---------------------------------------------------------------------------- |
| Godzina: 13:30 | C. Fowler 36:34 (PP) J. Pavelski 49:27 (PP) T.J. Oshie 65:00 (PS) | (0:0, 1:1, 1:1, 0:0, 1:0) | 29:15 (EQ) P. Daciuk 52:44 (PP) P. Daciuk | Widzów: 11678 Sędzia główny: Brad Meier Sędziowie liniowi: Marcus Vinnerborg |
| Godzina: 13:30 | 12 min. kar                                                       |                           | 10 min. kar                               | Widzów: 11678 Sędzia główny: Brad Meier Sędziowie liniowi: Marcus Vinnerborg |

| 16 lutego 2014 | Rosja | 1:0 pk. | Słowacja | Pałac lodowy Bolszoj, Soczi |

| Szczegóły      | Szczegóły             | Szczegóły                 | Szczegóły   | Szczegóły                                                                         |
| -------------- | --------------------- | ------------------------- | ----------- | --------------------------------------------------------------------------------- |
| Godzina: 13:30 | A. Radułow 65:00 (PS) | (0:0, 0:0, 0:0, 0:0, 1:0) |             | Widzów: 11097 Sędzia główny: Lars Brueggemann Sędziowie liniowi: Kelly Sutherland |
| Godzina: 13:30 | 4 min. kar            |                           | 10 min. kar | Widzów: 11097 Sędzia główny: Lars Brueggemann Sędziowie liniowi: Kelly Sutherland |

| 16 lutego 2014 | Słowenia | 1:5 | Stany Zjednoczone | Arena lodowa Szajba, Soczi |

| Szczegóły      | Szczegóły            | Szczegóły       | Szczegóły                                                                                                  | Szczegóły                                                           |
| -------------- | -------------------- | --------------- | --- | ------------------------------------------------------------------- |
| Godzina: 13:30 | M. Rodman 59:42 (EQ) | (0:2, 0:2, 1:1) | 01:04 (EQ) P. Kessel 04:33 (EQ) P. Kessel 31:05 (EQ) P. Kessel 32:17 (EQ) R. McDonagh 43:26 (EQ) D. Backes | Widzów: 4892 Sędzia główny: Mike Leggo Sędziowie liniowi: Jyri Ronn |
| Godzina: 13:30 | 4 min. kar           |                 | 6 min. kar                                                                                                 | Widzów: 4892 Sędzia główny: Mike Leggo Sędziowie liniowi: Jyri Ronn |

Tabela
| Lp. | Zespół            | M | Z | Zd | Pd | P | G+ | G- | +/− | Pkt |
| --- | ----------------- | - | - | -- | -- | - | -- | -- | --- | --- |
| 1.  | Stany Zjednoczone | 3 | 2 | 1  | 0  | 0 | 15 | 4  | +11 | 8   |
| 2.  | Rosja             | 3 | 1 | 1  | 1  | 0 | 8  | 5  | +3  | 6   |
| 3.  | Słowenia          | 3 | 1 | 0  | 0  | 2 | 6  | 11 | –5  | 3   |
| 4.  | Słowacja          | 3 | 0 | 0  | 1  | 2 | 2  | 11 | –9  | 1   |

### Grupa B
Wyniki
| 13 lutego 2014 | Finlandia | 8:4 | Austria | Pałac lodowy Bolszoj, Soczi |

| Szczegóły     | Szczegóły | Szczegóły       | Szczegóły                                                                                    | Szczegóły                                                                  |
| ------------- | --- | --------------- | -------------------------------------------------------------------------------------------- | -------------------------------------------------------------------------- |
| Godzina: 9:00 | M. Granlund (EQ) 5:15 S. Lepistö (EQ) 11:23 O. Määttä (EQ) 19:25 J. Immonen (EQ) 19:33 J. Jokinen (EQ) 21:43 P. Kontiola (EQ) 32:10 J. Immonen (PP) 51:25 M. Granlund (PP) 58:25 | (4:2, 2:0, 2:2) | 00:36 (EQ) M. Grabner 09:19 (EQ) T. Hundertpfund 41:29 (EQ) M. Grabner 54:22 (EQ) M. Grabner | Widzów: 5664 Sędzia główny: Daniel Piechaczek Sędziowie liniowi: Ian Walsh |
| Godzina: 9:00 | 4 min. kar |                 | 10 min.kar                                                                                   | Widzów: 5664 Sędzia główny: Daniel Piechaczek Sędziowie liniowi: Ian Walsh |

| 13 lutego 2014 | Kanada | 3:1 | Norwegia | Pałac lodowy Bolszoj, Soczi |

| Szczegóły      | Szczegóły                                                    | Szczegóły       | Szczegóły           | Szczegóły                                                                    |
| -------------- | ------------------------------------------------------------ | --------------- | ------------------- | ---------------------------------------------------------------------------- |
| Godzina: 18:00 | S. Weber (EQ) 26:20 J. Benn (EQ) 35:19 D. Doughty (EQ) 41:47 | (0:0, 2:0, 1:1) | 40:22 (PP) M. Olimb | Widzów: 10261 Sędzia główny: Mike Leggo Sędziowie liniowi: Marcus Vinnerborg |
| Godzina: 18:00 | 10 min. kar                                                  |                 | 6 min. kar          | Widzów: 10261 Sędzia główny: Mike Leggo Sędziowie liniowi: Marcus Vinnerborg |

| 14 lutego 2014 | Kanada | 6:0 | Austria | Pałac lodowy Bolszoj, Soczi |

| Szczegóły      | Szczegóły | Szczegóły       | Szczegóły  | Szczegóły                                                                     |
| -------------- | --- | --------------- | ---------- | ----------------------------------------------------------------------------- |
| Godzina: 18:00 | D. Doughty 05:24 (EQ) S. Weber 10:12 (EQ) J. Carter 22:39 (EQ) J. Carter 24:09 (EQ) J. Carter 34:33 (EQ) R. Getzlaf 36:48 (SH) | (2:0, 4:0, 0:0) |            | Widzów: 8969 Sędzia główny: Dave Jackson Sędziowie liniowi: Konstantin Olenin |
| Godzina: 18:00 | 8 min. kar |                 | 4 min. kar | Widzów: 8969 Sędzia główny: Dave Jackson Sędziowie liniowi: Konstantin Olenin |

| 14 lutego 2014 | Norwegia | 1:6 | Finlandia | Arena lodowa Szajba, Soczi |

| Szczegóły      | Szczegóły                | Szczegóły       | Szczegóły | Szczegóły                                                                        |
| -------------- | ------------------------ | --------------- | --- | -------------------------------------------------------------------------------- |
| Godzina: 18:00 | P. A. Skrøder 41:01 (PP) | (0:3, 0:2, 1:1) | 05:46 (EQ) T. Selänne 06:51 (EQ) L. Korpikoski 17:21 (EQ) J. Lehterä 28:03 (EQ) L. Korpikoski 31:26 (EQ) O. Jokinen 57:41 (EQ) O. Määttä | Widzów: 3018 Sędzia główny: Lars Brueggemann Sędziowie liniowi: Kelly Sutherland |
| Godzina: 18:00 | 6 min. kar               |                 | 6 min. kar | Widzów: 3018 Sędzia główny: Lars Brueggemann Sędziowie liniowi: Kelly Sutherland |

| 16 lutego 2014 | Austria | 3:1 | Norwegia | Pałac lodowy Bolszoj, Soczi |

| Szczegóły     | Szczegóły                                                     | Szczegóły       | Szczegóły                | Szczegóły                                                                 |
| ------------- | ------------------------------------------------------------- | --------------- | ------------------------ | ------------------------------------------------------------------------- |
| Godzina: 9:00 | M. Grabner (EQ) 4:27 M. Raffl (PP) 6:52 M. Grabner (EQ) 58:23 | (2:0, 0:1, 1:0) | 28:05 (EQ) P.-Å. Skrøder | Widzów: 6882 Sędzia główny: Vladimír Šindler Sędziowie liniowi: Ian Walsh |
| Godzina: 9:00 | 12 min. kar                                                   |                 | 8 min. kar               | Widzów: 6882 Sędzia główny: Vladimír Šindler Sędziowie liniowi: Ian Walsh |

| 16 lutego 2014 | Finlandia | 1:2 pd. | Kanada | Arena lodowa Szajba, Soczi |

| Szczegóły      | Szczegóły           | Szczegóły            | Szczegóły                                   | Szczegóły                                                                     |
| -------------- | ------------------- | -------------------- | ------------------------------------------- | ----------------------------------------------------------------------------- |
| Godzina: 18:00 | T. Ruutu 38:00 (EQ) | (0:1, 1:0, 0:0, 0:1) | 13:44 (PP) D. Doughty 62:32 (EQ) D. Doughty | Widzów: 11263 Sędzia główny: Antonín Jeřábek Sędziowie liniowi: Kevin Pollock |
| Godzina: 18:00 | 2 min. kar          |                      | 2 min. kar                                  | Widzów: 11263 Sędzia główny: Antonín Jeřábek Sędziowie liniowi: Kevin Pollock |

Tabela
| Lp. | Zespół    | M | Z | Zd | Pd | P | G+ | G- | +/− | Pkt |
| --- | --------- | - | - | -- | -- | - | -- | -- | --- | --- |
| 1.  | Kanada    | 3 | 2 | 1  | 0  | 0 | 10 | 2  | +8  | 8   |
| 2.  | Finlandia | 3 | 2 | 0  | 1  | 0 | 15 | 7  | +8  | 7   |
| 3.  | Austria   | 3 | 1 | 0  | 0  | 2 | 7  | 15 | –8  | 3   |
| 4.  | Norwegia  | 3 | 0 | 0  | 0  | 3 | 3  | 12 | –9  | 0   |

### Grupa C
Wyniki
| 12 lutego 2014 | Czechy | 2:4 | Szwecja | Pałac lodowy Bolszoj, Soczi |

| Szczegóły      | Szczegóły                                 | Szczegóły       | Szczegóły                                                                                     | Szczegóły                                                                          |
| -------------- | ----------------------------------------- | --------------- | --------------------------------------------------------------------------------------------- | ---------------------------------------------------------------------------------- |
| Godzina: 18:00 | M. Židlický (EQ) 28:12 J. Jágr (EQ) 30:01 | (0:2, 2:2, 0:0) | 10:07 (EQ) E. Karlsson 13:17 (EQ) P. Berglund 20:51 (EQ) H. Zetterberg 24:07 (EQ) E. Karlsson | Widzów: 11419 Sędzia główny: Konstantin Olenin Sędziowie liniowi: Kelly Sutherland |
| Godzina: 18:00 | 10 min. kar                               |                 | 10 min. kar                                                                                   | Widzów: 11419 Sędzia główny: Konstantin Olenin Sędziowie liniowi: Kelly Sutherland |

| 12 lutego 2014 | Łotwa | 0:1 | Szwajcaria | Arena lodowa Szajba, Soczi |

| Szczegóły      | Szczegóły   | Szczegóły       | Szczegóły           | Szczegóły                                                                      |
| -------------- | ----------- | --------------- | ------------------- | ------------------------------------------------------------------------------ |
| Godzina: 18:00 |             | (0:0, 0:0, 0:1) | 59:52 (EQ) S. Moser | Widzów: 5116 Sędzia główny: Lars Brüggemann Sędziowie liniowi: Sakari Suominen |
| Godzina: 18:00 | 10 min. kar |                 | 6 min. kar          | Widzów: 5116 Sędzia główny: Lars Brüggemann Sędziowie liniowi: Sakari Suominen |

| 14 lutego 2014 | Czechy | 4:2 | Łotwa | Pałac lodowy Bolszoj, Soczi |

| Szczegóły     | Szczegóły                                                                          | Szczegóły       | Szczegóły                                     | Szczegóły                                                         |
| ------------- | ---------------------------------------------------------------------------------- | --------------- | --------------------------------------------- | ----------------------------------------------------------------- |
| Godzina: 9:00 | M. Erat (EQ) 10:10 J. Jágr (PP) 19:29 J. Voráček (EQ) 27:06 M. Židlický (EQ) 37:02 | (2:1, 2:1, 0:0) | 13:05 (PP) J. Sprukts 22:45 (EQ) H. Vasiļjevs | Widzów: 5831 Sędzia główny: Tim Peel Sędziowie liniowi: Jyri Ronn |
| Godzina: 9:00 | 8 min. kar                                                                         |                 | 8 min. kar                                    | Widzów: 5831 Sędzia główny: Tim Peel Sędziowie liniowi: Jyri Ronn |

| 14 lutego 2014 | Szwecja | 1:0 | Szwajcaria | Pałac lodowy Bolszoj, Soczi |

| Szczegóły      | Szczegóły                | Szczegóły       | Szczegóły  | Szczegóły                                                                  |
| -------------- | ------------------------ | --------------- | ---------- | -------------------------------------------------------------------------- |
| Godzina: 13:30 | D. Alfredsson (EQ) 52:39 | (0:0, 0:0, 1:0) |            | Widzów: 7968 Sędzia główny: Mike Leggo Sędziowie liniowi: Vladimír Šindler |
| Godzina: 13:30 | 4 min. kar               |                 | 8 min. kar | Widzów: 7968 Sędzia główny: Mike Leggo Sędziowie liniowi: Vladimír Šindler |

| 15 lutego 2014 | Szwajcaria | 1:0 | Czechy | Pałac lodowy Bolszoj, Soczi |

| Szczegóły      | Szczegóły               | Szczegóły       | Szczegóły  | Szczegóły                                                                       |
| -------------- | ----------------------- | --------------- | ---------- | ------------------------------------------------------------------------------- |
| Godzina: 18:00 | S. Bodenmann (EQ) 14:10 | (1:0, 0:0, 0:0) |            | Widzów: 10253 Sędzia główny: Daniel Piechaczek Sędziowie liniowi: Kevin Pollock |
| Godzina: 18:00 | 10 min. kar             |                 | 6 min. kar | Widzów: 10253 Sędzia główny: Daniel Piechaczek Sędziowie liniowi: Kevin Pollock |

| 15 lutego 2014 | Szwecja | 5:3 | Łotwa | Arena lodowa Szajba, Soczi |

| Szczegóły      | Szczegóły | Szczegóły       | Szczegóły                                                            | Szczegóły                                                                |
| -------------- | --- | --------------- | -------------------------------------------------------------------- | ------------------------------------------------------------------------ |
| Godzina: 18:00 | P. Berglund (PP) 15:50 E. Karlsson (PP) 22:45 D. Alfredsson (PP) 36:14 J. Ericsson (PP) 38:47 A. Edler (EQ) 52:50 | (1:1, 3:1, 1:1) | 18:48 (EQ) L. Dārziņš 21:22 (PP) J. Sprukts 41:28 (PP) Z. Girgensons | Widzów: 3709 Sędzia główny: Antonín Jeřábek Sędziowie liniowi: Ian Walsh |
| Godzina: 18:00 | 12 min. kar |                 | 12 min. kar                                                          | Widzów: 3709 Sędzia główny: Antonín Jeřábek Sędziowie liniowi: Ian Walsh |

Tabela
| Lp. | Zespół     | M | Z | Zd | Pd | P | G+ | G- | +/− | Pkt |
| --- | ---------- | - | - | -- | -- | - | -- | -- | --- | --- |
| 1.  | Szwecja    | 3 | 3 | 0  | 0  | 0 | 10 | 5  | +5  | 9   |
| 2.  | Szwajcaria | 3 | 2 | 0  | 0  | 1 | 2  | 1  | +1  | 6   |
| 3.  | Czechy     | 3 | 1 | 0  | 0  | 2 | 6  | 7  | –1  | 3   |
| 4.  | Łotwa      | 3 | 0 | 0  | 0  | 3 | 5  | 10 | –5  | 0   |

## Faza pucharowa
Po zakończeniu fazy grupowej, wszystkie zespoły zostały sklasyfikowane od pierwszego do dwunastego miejsca. Do określenia danej pozycji użyte zostały następujące kryteria w kolejności:
1. Wyższa pozycja w fazie grupowej.
2. Większa liczba punktów w fazie grupowej.
3. Różnica bramek w fazie grupowej.
4. Liczba zdobytych bramek w fazie grupowej.
5. Pozycja w rankingu IIHF w roku 2013.

| Rozstawienie | Drużyna           | Grupa | Poz | M | Pkt | +/− | G+ | IIHF |
| ------------ | ----------------- | ----- | --- | - | --- | --- | -- | ---- |
| 1            | Szwecja           | C     | 1   | 3 | 9   | +5  | 10 | 1    |
| 2            | Stany Zjednoczone | A     | 1   | 3 | 8   | +11 | 15 | 6    |
| 3            | Kanada            | B     | 1   | 3 | 8   | +8  | 10 | 5    |
| 4            | Finlandia         | B     | 2   | 3 | 7   | +8  | 15 | 2    |
| 5            | Rosja             | A     | 2   | 3 | 6   | +3  | 8  | 3    |
| 6            | Szwajcaria        | C     | 2   | 3 | 6   | +1  | 2  | 7    |
| 7            | Czechy            | C     | 3   | 3 | 3   | –1  | 6  | 4    |
| 8            | Słowenia          | A     | 3   | 3 | 3   | −5  | 6  | 17   |
| 9            | Austria           | B     | 3   | 3 | 3   | −8  | 7  | 15   |
| 10           | Słowacja          | A     | 4   | 3 | 1   | −9  | 2  | 8    |
| 11           | Łotwa             | C     | 4   | 3 | 0   | −5  | 5  | 11   |
| 12           | Norwegia          | B     | 4   | 3 | 0   | −9  | 3  | 9    |

### Runda kwalifikacyjna
| 18 lutego 2014 | Słowenia | 4:0 | Austria | Pałac lodowy Bolszoj, Soczi |

| Szczegóły     | Szczegóły                                                                              | Szczegóły       | Szczegóły  | Szczegóły                                                                    |
| ------------- | -------------------------------------------------------------------------------------- | --------------- | ---------- | ---------------------------------------------------------------------------- |
| Godzina: 9:00 | A. Kopitar (PP) 05:29 J. Urbas (SH) 11:57 S. Kovačevič (EQ) 23:21 J. Muršak (EQ) 57:02 | (2:0, 1:0, 1:0) |            | Widzów: 6821 Sędzia główny: Dave Jackson Sędziowie liniowi: Vladimír Šindler |
| Godzina: 9:00 | 6 min. kar                                                                             |                 | 8 min. kar | Widzów: 6821 Sędzia główny: Dave Jackson Sędziowie liniowi: Vladimír Šindler |

| 18 lutego 2014 | Rosja | 4:0 | Norwegia | Pałac lodowy Bolszoj, Soczi |

| Szczegóły      | Szczegóły                                                                                       | Szczegóły       | Szczegóły  | Szczegóły                                                                       |
| -------------- | ----------------------------------------------------------------------------------------------- | --------------- | ---------- | ------------------------------------------------------------------------------- |
| Godzina: 13:30 | A. Radułow (EQ) 24:12 I. Kowalczuk (EQ)37:11 A. Radułow (EN) 58:53 A. Tierieszczenko (EQ) 59:20 | (0:0, 2:0, 2:0) |            | Widzów: 11423 Sędzia główny: Daniel Piechaczek Sędziowie liniowi: Kevin Pollock |
| Godzina: 13:30 | 2 min. kar                                                                                      |                 | 6 min. kar | Widzów: 11423 Sędzia główny: Daniel Piechaczek Sędziowie liniowi: Kevin Pollock |

| 18 lutego 2014 | Szwajcaria | 1:3 | Łotwa | Pałac lodowy Bolszoj, Soczi |

| Szczegóły      | Szczegóły           | Szczegóły       | Szczegóły                                                          | Szczegóły                                                           |
| -------------- | ------------------- | --------------- | ------------------------------------------------------------------ | ------------------------------------------------------------------- |
| Godzina: 18:00 | M. Plüss (EQ) 35:01 | (0:2, 1:0, 0:1) | 08:38 (EQ) O. Bārtulis 11:19 (PP) L. Dārziņš 59:00 (EN) L. Dārziņš | Widzów: 7912 Sędzia główny: Mike Leggo Sędziowie liniowi: Jyri Rönn |
| Godzina: 18:00 | 4 min. kar          |                 | 2 min. kar                                                         | Widzów: 7912 Sędzia główny: Mike Leggo Sędziowie liniowi: Jyri Rönn |

| 18 lutego 2014 | Czechy | 5:3 | Słowacja | Arena lodowa Szajba, Soczi |

| Szczegóły      | Szczegóły | Szczegóły       | Szczegóły                                                   | Szczegóły                                                                 |
| -------------- | --- | --------------- | ----------------------------------------------------------- | ------------------------------------------------------------------------- |
| Godzina: 18:00 | A. Hemský (PP) 06:53 R. Červenka (EQ) 07:22 D. Krejčí (PP) 17:03 R. Červenka (EQ) 35:41 T. Plekanec (PP) (EN) 59:21 | (3:0, 1:1, 1:2) | 38:57(EQ) M. Hossa 47:20 (EQ) M. Hossa 48:51 (EQ) T. Surový | Widzów: 3628 Sędzia główny: Tim Peel Sędziowie liniowi: Marcus Vinnerborg |
| Godzina: 18:00 | 2 min. kar |                 | 8 min. kar                                                  | Widzów: 3628 Sędzia główny: Tim Peel Sędziowie liniowi: Marcus Vinnerborg |

### Ćwierćfinały
| 19 lutego 2014 | Szwecja | 5:0 | Słowenia | Pałac lodowy Bolszoj, Soczi |

| Szczegóły     | Szczegóły                                                                                                  | Szczegóły       | Szczegóły  | Szczegóły                                                                  |
| ------------- | --- | --------------- | ---------- | -------------------------------------------------------------------------- |
| Godzina: 9:00 | A. Steen (PP) 18:50 D. Sedin (EQ) 41:42 L. Eriksson (EQ) 48:04 C. Hagelin (EQ) 51:27 C. Hagelin (EQ) 56:10 | (1:0, 0:0, 4:0) |            | Widzów: 7325 Sędzia główny: Brad Meier Sędziowie liniowi: Vladimír Šindler |
| Godzina: 9:00 | 8 min. kar                                                                                                 |                 | 8 min. kar | Widzów: 7325 Sędzia główny: Brad Meier Sędziowie liniowi: Vladimír Šindler |

| 19 lutego 2014 | Finlandia | 3:1 | Rosja | Pałac lodowy Bolszoj, Soczi |

| Szczegóły      | Szczegóły                                                           | Szczegóły       | Szczegóły               | Szczegóły                                                                          |
| -------------- | ------------------------------------------------------------------- | --------------- | ----------------------- | ---------------------------------------------------------------------------------- |
| Godzina: 13:30 | J. Aaltonen 09:18 (EQ) T. Selänne 17:38 (EQ) M. Granlund 25:37 (PP) | (2:1, 1:0, 0:0) | 07:51 (PP) I. Kowalczuk | Widzów: 11654 Sędzia główny: Kelly Sutherland Sędziowie liniowi: Marcus Vinnerborg |
| Godzina: 13:30 | 6 min. kar                                                          |                 | 8 min. kar              | Widzów: 11654 Sędzia główny: Kelly Sutherland Sędziowie liniowi: Marcus Vinnerborg |

| 19 lutego 2014 | Kanada | 2:1 | Łotwa | Pałac lodowy Bolszoj, Soczi |

| Szczegóły      | Szczegóły                               | Szczegóły       | Szczegóły             | Szczegóły                                                         |
| -------------- | --------------------------------------- | --------------- | --------------------- | ----------------------------------------------------------------- |
| Godzina: 18:00 | P. Sharp (EQ) 13:37 S. Weber (PP) 53:06 | (1:1, 0:0, 1:0) | 15:41 (EQ) L. Dārziņš | Widzów: 9825 Sędzia główny: Tim Peel Sędziowie liniowi: Jyri Rönn |
| Godzina: 18:00 | 6 min. kar                              |                 | 6 min. kar            | Widzów: 9825 Sędzia główny: Tim Peel Sędziowie liniowi: Jyri Rönn |

| 19 lutego 2014 | Stany Zjednoczone | 5:2 | Czechy | Arena lodowa Szajba, Soczi |

| Szczegóły      | Szczegóły | Szczegóły       | Szczegóły                                 | Szczegóły                                                                      |
| -------------- | --- | --------------- | ----------------------------------------- | ------------------------------------------------------------------------------ |
| Godzina: 18:00 | J. van Riemsdyk (EQ) 01:39 D. Brown (EQ) 14:38 D. Backes (EQ) 19:58 Z. Parise (EQ) 29:31 P. Kessel (EQ) 42:01 | (3:1, 1:0, 1:1) | 04:31 (EQ) A. Hemský 53:00 (EQ) A. Hemský | Widzów: 4606 Sędzia główny: Konstantin Olenin Sędziowie liniowi: Kevin Pollock |
| Godzina: 18:00 | 2 min. kar |                 | 6 min. kar                                | Widzów: 4606 Sędzia główny: Konstantin Olenin Sędziowie liniowi: Kevin Pollock |

### Półfinały
| 21 lutego 2014 | Szwecja | 2:1 | Finlandia | Pałac lodowy Bolszoj, Soczi |

| Szczegóły      | Szczegóły                                     | Szczegóły       | Szczegóły             | Szczegóły                                                                 |
| -------------- | --------------------------------------------- | --------------- | --------------------- | ------------------------------------------------------------------------- |
| Godzina: 13:00 | L. Eriksson 31:39 (EQ) E. Karlsson 36:26 (PP) | (0:0, 2:1, 0:0) | 26:17 (EQ) O. Jokinen | Widzów: 9476 Sędzia główny: Konstantin Olenin Sędziowie liniowi: Tim Peel |
| Godzina: 13:00 | 10 min. kar                                   |                 | 4 min. kar            | Widzów: 9476 Sędzia główny: Konstantin Olenin Sędziowie liniowi: Tim Peel |

| 21 lutego 2014 | Kanada | 1:0 | Stany Zjednoczone | Pałac lodowy Bolszoj, Soczi |

| Szczegóły      | Szczegóły          | Szczegóły       | Szczegóły  | Szczegóły                                                                   |
| -------------- | ------------------ | --------------- | ---------- | --------------------------------------------------------------------------- |
| Godzina: 18:00 | J. Benn 21:41 (EQ) | (0:0, 1:0, 0:0) |            | Widzów: 11172 Sędzia główny: Brad Meier Sędziowie liniowi: Kelly Sutherland |
| Godzina: 18:00 | 6 min. kar         |                 | 4 min. kar | Widzów: 11172 Sędzia główny: Brad Meier Sędziowie liniowi: Kelly Sutherland |

### Mecz o trzecie miejsce
| 22 lutego 2014 | Stany Zjednoczone | 0:5 | Finlandia | Pałac lodowy Bolszoj, Soczi |

| Szczegóły      | Szczegóły   | Szczegóły       | Szczegóły | Szczegóły                                                                 |
| -------------- | ----------- | --------------- | --- | ------------------------------------------------------------------------- |
| Godzina: 16:00 |             | (0:0, 0:2, 0:3) | 21:27 (EQ) T. Selänne 21:38 (EQ) J. Jokinen 46:10 (EQ) J. Hietanen 49:06 (PP) T. Selänne 53:09 (PP) O. Määttä | Widzów: 9052 Sędzia główny: Konstantin Olenin Sędziowie liniowi: Tim Peel |
| Godzina: 16:00 | 12 min. kar |                 | 4 min. kar | Widzów: 9052 Sędzia główny: Konstantin Olenin Sędziowie liniowi: Tim Peel |

### Finał
| 23 lutego 2014 | Szwecja | 0:3 | Kanada | Pałac lodowy Bolszoj, Soczi |

| Szczegóły      | Szczegóły  | Szczegóły       | Szczegóły                                                     | Szczegóły                                                                   |
| -------------- | ---------- | --------------- | ------------------------------------------------------------- | --------------------------------------------------------------------------- |
| Godzina: 13:00 |            | (0:1, 0:1, 0:1) | 12:55 (EQ) J. Toews 35:43 (EQ) S. Crosby 49:04 (EQ) C. Kunitz | Widzów: 11076 Sędzia główny: Brad Meier Sędziowie liniowi: Kelly Sutherland |
| Godzina: 13:00 | 6 min. kar |                 | 4 min. kar                                                    | Widzów: 11076 Sędzia główny: Brad Meier Sędziowie liniowi: Kelly Sutherland |

## Statystyki
Stan po zakończeniu turnieju. Źródło: IIHF.com

### Zawodnicy z pola
| Lp. | Zawodnik        | Mecze | Gole |
| --- | --------------- | ----- | ---- |
| 1.  | Michael Grabner | 4     | 5    |
| 2.  | Phil Kessel     | 6     | 5    |
| 3.  | Lauris Dārziņš  | 5     | 4    |
| 4.  | Drew Doughty    | 6     | 4    |
| 4.  | Erik Karlsson   | 6     | 4    |
| 4.  | Teemu Selänne   | 6     | 4    |

| Lp. | Zawodnik           | Mecze | Asysty |
| --- | ------------------ | ----- | ------ |
| 1.  | James van Riemsdyk | 6     | 6      |
| 2.  | Sami Vatanen       | 6     | 5      |
| 3.  | Nicklas Bäckström  | 5     | 4      |
| 5.  | ośmiu zawodników   | 6     | 4      |

| Lp. | Zawodnik           | Mecze | Gole | As. | Pkt |
| --- | ------------------ | ----- | ---- | --- | --- |
| 1.  | Phil Kessel        | 6     | 5    | 3   | 8   |
| 2.  | Erik Karlsson      | 6     | 4    | 4   | 8   |
| 3.  | Mikael Granlund    | 6     | 3    | 4   | 7   |
| 4.  | James van Riemsdyk | 6     | 1    | 6   | 7   |
| 5.  | Drew Doughty       | 6     | 4    | 2   | 6   |
| 5.  | Teemu Selänne      | 6     | 4    | 2   | 6   |

| Lp. | Zawodnik      | Mecze | Gole | As. | Pkt |
| --- | ------------- | ----- | ---- | --- | --- |
| 1.  | Erik Karlsson | 6     | 4    | 4   | 8   |
| 2.  | Drew Doughty  | 6     | 4    | 2   | 6   |
| 3.  | Shea Weber    | 6     | 3    | 4   | 6   |

| Lp. | Zawodnik          | Mecze | Gole |
| --- | ----------------- | ----- | ---- |
| 1.  | Aleksandr Radułow | 4     | 2    |
| 2.  | Jamie Benn        | 6     | 2    |
| 2.  | Drew Doughty      | 6     | 2    |
| 2.  | Teemu Selänne     | 6     | 2    |

| Lp. | Zawodnik           | Mecze | +/− |
| --- | ------------------ | ----- | --- |
| 1.  | James van Riemsdyk | 6     | +7  |
| 2.  | Tuomo Ruutu        | 6     | +6  |
| 3.  | Phil Kessel        | 6     | +6  |
| 3.  | Jeff Carter        | 6     | +6  |

| Lp. | Zawodnik            | Mecze | Minuty |
| --- | ------------------- | ----- | ------ |
| 1.  | Alexander Bonsaksen | 4     | 8      |
| 2.  | Sandis Ozoliņš      | 5     | 8      |
| 2.  | Aleksiej Jemielin   | 5     | 8      |
| 2.  | Marek Židlický      | 5     | 8      |
| 5.  | Jonathan Ericsson   | 6     | 8      |

Zwycięskie gole = oznacza gol zdobyty jako ostatni przez drużynę wygrywającą mecz przy wyniku korzystniejszym o jedną bramkę (np. drugi gol przy wyniku 2:1) lub gol zdobyty przez drużynę wygrywającą przewyższający liczbę bramek przeciwnika o jeden (np. czwarta bramka przy wyniku 6:3).

Klasyfikacja +/− = zestawienie punktujące zawodników przebywających na lodzie w momencie padającego gola; punkt dodatni uzyskuje zawodnik, będący na lodzie w chwili zdobycia gola przez jego drużynę, punkt ujemny otrzymuje gracz będący na lodzie w chwili utracenia gola przez jego drużynę.

### Klasyfikacje bramkarzy
Zestawienie uwzględnia bramkarzy, którzy rozegrali minimum 40% łącznego czasu gry swoich zespołów. Źródło: IIHF.com
| Lp. | Zawodnik           | Mecze | %     |
| --- | ------------------ | ----- | ----- |
| 1.  | Carey Price        | 5     | 97,17 |
| 2.  | Jonas Hiller       | 3     | 97,06 |
| 3.  | Siergiej Bobrowski | 3     | 95,24 |
| 4.  | Mathias Lange      | 3     | 95,24 |
| 5.  | Edgars Masaļskis   | 2     | 94,59 |

| Lp. | Zawodnik           | Mecze | #    |
| --- | ------------------ | ----- | ---- |
| 1.  | Carey Price        | 5     | 0,59 |
| 2.  | Jonas Hiller       | 3     | 0,67 |
| 3.  | Siergiej Bobrowski | 3     | 1,15 |
| 4.  | Henrik Lundqvist   | 6     | 1,50 |
| 5.  | Mathias Lange      | 3     | 1,72 |

| Lp. | Zawodnik           | Mecze | Gole |
| --- | ------------------ | ----- | ---- |
| 1.  | Jonas Hiller       | 3     | 2    |
| 2.  | Carey Price        | 5     | 3    |
| 3.  | Siergiej Bobrowski | 3     | 3    |

| Lp. | Zawodnik         | Mecze | # |
| --- | ---------------- | ----- | - |
| 1.  | Henrik Lundqvist | 6     | 2 |
| 2.  | Carey Price      | 5     | 2 |
| 3.  | Jonas Hiller     | 3     | 2 |

| Lp. | Zawodnik         | Mecze | Obrony |
| --- | ---------------- | ----- | ------ |
| 1.  | Henrik Lundqvist | 6     | 150    |
| 2.  | Jonathan Quick   | 5     | 132    |
| 3.  | Robert Kristan   | 4     | 131    |

Uwaga: Absolutną skuteczność interwencji 100,00% osiągnął jako jedyny Kanadyjczyk Roberto Luongo, jednak rozegrał tylko jeden mecz (z Austrią 6:0) w wymiarze czasowym 60 minut. Nie został uwzględniony w głównej klasyfikacji, jako że rozegrał 19,83% czasu gry swojej reprezentacji, zaś warunkiem klasyfikowania było 40% łącznego czasu gry.

### Pozostałe statystyki
- Podczas spotkania fazy grupowej A 15 lutego 2014 USA-Rosja (3:2) w zarządzonej serii pomeczowych rzutów karnych łącznie wykonano 16 najazdów (8 serii), w tym Amerykanin T.J. Oshie 6 prób (cztery skuteczne, w tym gol zwycięski), Rosjanie Ilja Kowalczuk 4 próby (dwie skuteczne), Pawieł Daciuk 3 próby (jedna skuteczna)[53].
- Podczas meczu 22 lutego 2014 o trzecie miejsce w turnieju USA-Finlandia (0:5) Amerykanin Patrick Kane wykonywał dwa rzuty karne, lecz nie wykorzystał żadnego z nich[54].
- Reprezentant Finlandii, Teemu Selänne, uczestnicząc w ZIO 2014 wyrównał rekord sześciu występów na igrzyskach, należący dotychczas do jego rodaka Raimo Helminena[55]. Ten sam zawodnik strzelając gola w meczu o trzecie miejsce 22 lutego 2014 został najstarszym strzelcem, a następnie najstarszym medalistą w historii turniejów olimpijskich – liczył wówczas 43 lata i 234 dni (poprzednim rekordzistą był Igor Łarionow – 41 lat i 83 dni na ZIO 2002)[56].

## Nagrody
Dyrektoriat turnieju wybrał trzech najlepszych zawodników na pozycjach.
- Najbardziej Wartościowy Zawodnik (MVP) turnieju:  Teemu Selänne

- Najlepszy bramkarz turnieju:  Carey Price
- Najlepszy obrońca turnieju:  Erik Karlsson
- Najlepszy napastnik turnieju:  Phil Kessel

Skład gwiazd turnieju
- Bramkarz:  Henrik Lundqvist
- Obrońcy:  Erik Karlsson,  Drew Doughty
- Napastnicy:  Teemu Selänne,  Phil Kessel,  Mikael Granlund

## Inne informacje
- Kontrola medyczna przeprowadzona 19 lutego po meczu ćwierćfinałowym Kanada-Łotwa (2:1) wykazała, że łotewski hokeista Vitālijs Pavlovs stosował niedozwolony środek dopingujący, metyloheksanaminę[58][59]. Podobnie było w przypadku Szweda Nicklasa Bäckströma po meczu półfinałowym, w związku z czym nie wystąpił w finale[60].
- W turnieju olimpijskim uczestniczyły reprezentacje 12 państw, natomiast łącznie 22 kraje miało swoich przedstawicieli biorąc pod uwagę osoby na stanowiskach administracyjnych (sędziowie, urzędnicy) oraz ligi hokejowe[61].

## Klasyfikacja końcowa
| Msc. | Reprezentacja     |
| ---- | ----------------- |
|      | Kanada            |
|      | Szwecja           |
|      | Finlandia         |
| 4    | Stany Zjednoczone |
| 5    | Rosja             |
| 6    | Czechy            |
| 7    | Słowenia          |
| 8    | Łotwa             |
| 9    | Szwajcaria        |
| 10   | Austria           |
| 11   | Słowacja          |
| 12   | Norwegia          |